# William K. Mahony
William K. Mahony, PhD, conocido como Bill Mahony, es un profesor estadounidense de religión en el Davidson College. Ha escrito y publicado extensamente sobre las religiones de la India y tiene un profundo conocimiento de la vida yóguica, basado en casi cinco décadas de su propia práctica espiritual. Sus libros incluyen The Artful Universe: An Introduction to the Vedic Religious Imagination y, más recientemente, Exquisite Love: Reflections on the Spiritual Life Based on Narada's Bhakti Sutra.

## Biografía
B.A. del Williams College, M. Div. de la Universidad de Yale y Ph. D. de la Universidad de Chicago, es profesor Charles A. Dana de Estudios Religiosos en el Davidson College. Como profesor, imparte cursos sobre sensibilidades contemplativas y devocionales de las religiones originarias de la India, con énfasis en las filosofías del yoga. Ganador de una serie de premios de enseñanza y becas de investigación (Premio de Enseñanza Omicron Delta Kappa, Premio Hunter-Hamilton de amor a la enseñanza y Beca de la Familia Boswell, todos ellos del Davidson College), viaja a la India con frecuencia y ha vivido en entornos contemplativos durante largos períodos de tiempo.
A lo largo de los años se ha desempeñado como presidente fundador del Instituto de Investigación Indológica Muktabodha; como miembro de la junta directiva de la Academia Estadounidense de Religión; y como editor y colaborador principal de la Enciclopedia de religión editada por Mircea Eliade (16 volúmenes, primera edición Macmillan Press).
Su enseñanza aborda áreas diversas: la búsqueda sagrada desde una perspectiva comparada, hinduismo y budismo clásicos, textos asiáticos de meditación, variedades del misticismo hindú y seminarios sobre diferentes temas pertenecientes a las religiones de Asia y al estudio comparativo de las religiones.
A menudo se centra en las enseñanzas de varias tradiciones espirituales y filosóficas de la India, principalmente las tradiciones Vedānta, Tantra y Bhakti, alentando a estudiar de manera contemplativa esas enseñanzas tal como se presentan en las Upanishads, el Bhagavad-gītā, el Yoga sutra, el Pratyabhijñā Hridaya, el Vijñāna Bhairava, el Shiva Sūtra, el Shrīmad Bhagavatam, el Bhakti Sūtra y muchos otros.

## Obra
Su obra más reciente, Exquisite Love: Reflections on the Spiritual Life based on Nārada’s Bhakti Sūtra, es un conjunto de reflexiones extendidas sobre la vida espiritual orientada hacia la experiencia y expresión del amor divino, basadas en un texto sánscrito de la India de los siglos X y XI sobre el amor espiritual. De una manera intelectualmente clara y emocionalmente atractiva, reflexiona extensamente sobre la experiencia, el cultivo y el refinamiento de niveles cada vez más altos de sentimientos devocionales en nuestras propias vidas yóguicas contemporáneas.
Previamente a dicha obra publicó The Artful Universe: An Introduction to the Vedic Religious Imagination, que trata sobre los Vedas y Upanishads y, por lo tanto, sobre aspectos fundamentales de las filosofías y sensibilidades religiosas de la India, incluidas las del yoga.
Además, es coautor del libro Meditation Revolution: A History and Theology of the Siddha Yoga Lineage, sobre un movimiento espiritual contemporáneo que surgió en la India.
También ha escrito numerosos artículos en diversas revistas académicas y capítulos en libros editados. Un ejemplo reciente es 'In the Beginning Love Entered that One'; Divine Love from a Perspective Informed by Vedic Hindu Thought, en el libro Divine Love: Perspectives from the World's Religious Traditions.

## Listado de trabajos (no exhaustivo)
- Exquisite Love: Reflections on the Spiritual Life based on Nārada’s Bhakti Sūtra (2010)
- The Artful Universe: An Introduction to the Vedic Religious Imagination (1997; traducción en castellano El universo como una obra de arte, Ediciones Atalanta, 2022)[4][5][6][7][8]
- Meditation Revolution: A History and Theology of the Siddha Yoga Lineage (coautor, 1997)

Artículos y capítulos
- 'In the Beginning Love Entered that One'; Divine Love from a Perspective Informed by Vedic Hindu Thought, en Divine Love: Perspectives from the World's Religious Traditions (2010)

## Edición en castellano
- Mahony, William K. (2022). El universo como una obra de arte. Cartoné, 464 páginas, traducción Óscar Figueroa, colección Imaginatio vera 152. Vilaür: Ediciones Atalanta. ISBN 978-84-124315-6-8.